# Campamento de Qaddura
El campamento de refugiados de Qaddura (en árabe: مخيّم قدورة‎), también conocido como campamento de Al Khadr, es un campamento de refugiados palestino en la Gobernación de Ramala y Al Bireh, ubicado a las afueras de Ramala, en la Cisjordania central (Palestina). Según la Oficina Central de Estadísticas de Palestina (PCBS), el campamento tenía una población de 1.204 habitantes en el año 2007, mientras que la proyección para 2016 era de 1.546 habitantes. El campamento de Qaddura fue establecido en 1948, pero no es reconocido como un campamento oficial por UNRWA, que gestiona el resto de campamentos de refugiados palestinos.

## Geografía
El campamento de Qaddura se expande sobre una superficie de 51 dunam (0,051 kilómetros cuadrados) y se encuentra a apenas medio kilómetro de la capital administrativa de Palestina, Ramala, ubicándose dentro de su superficie municipal. Su superficie está limitada por los municipios de Al Bireh hacia el sur, este y norte y por la propia Ramala hacia el oeste. El campamento está a una altitud media de 852 metros por encima del nivel del mar.
La media anual de precipitaciones en el campamento es de 594,4 mm., la temperatura media anual es de 16 °C y la humedad media es de aproximadamente el 61%.

## Historia
El 29 de noviembre de 1947, la Asamblea General de las Naciones Unidas aprobó la resolución 181, más conocida como el Plan de Partición de Palestina, que impulsaba la creación de un estado judío y uno árabe en el territorio del mandato británico de Palestina. Como consecuencia del avance de las tropas judías antes y durante la guerra árabe-israelí de 1948, unos 700.000 palestinos fueron expulsados o huyeron de sus hogares. A la conclusión de la guerra, Israel les negó el derecho de retorno, por lo que Naciones Unidas decidió crear la Agencia de Naciones Unidas para los Refugiados de Palestina en Oriente Próximo (UNRWA) y una serie de campamentos de refugiados en la Franja de Gaza, Cisjordania, Líbano, Siria y Jordania. 
El nombre de Qaddura proviene de la familia que habitaba la zona justo antes del establecimiento del campamento en 1948. Los residentes originales del campamento habían sido expulsados o habían huido de sus hogares en las localidades de Deir Tareef, Lod, Lifta, Ramla, Jaffa, Qaluniya y Emwas, entre otras. El campamento de Qaddura no está reconocido oficialmente por UNRWA dado que no fue fundado por esta agencia de la ONU, si bien la Autoridad Nacional Palestina lo incluye dentro de los campos del Departamento de Asuntos de los Refugiados.

### Ocupación israelí
En 1969, el campamento obtuvo acceso a la red eléctrica de la Compañía Eléctrica de Jerusalén, su principal proveedora. Un año después, en 1970, se conectó a la red de agua corriente a través de la Autoridad de Aguas de Jerusalén, y en 1980 se conectó a la red de alcantarillado público. Como consecuencia de la ocupación israelí, el campamento se ha visto sujeto a cierres de carreteras y puestos de control militares, así como a asentamientos israelíes (ilegales bajo el derecho internacional), campamentos militares y carreteras de uso exclusivo para judíos. Por ejemplo, el asentamiento de Psagot se encuentra a apenas 1.200 metros de distancia, mientras que el muro de separación israelí y la base militar de Beit El se encuentran al norte y la base militar de Ofra al sur, todos ellos a menos de tres kilómetros de distancia.
El 14 de marzo de 2002, un joven de 22 años llamado Fares Fares 'Abd a-Rahman, residente de Qaddura, murió abatido por soldados israelíes durante una operación en el campamento. Dos semanas después, 2 de abril de 2002, otro habitante de Qaddura llamado Widad Hamid, de 45 años, murió por disparos de soldados israelíes cuando salía del hospital en la vecina Ramala.

## Demografía
Según la Oficina Central de Estadísticas de Palestina (PCBS), el campamento de Qaddura tenía una población de 1.208 habitantes en el censo de 2007, población que se dividía de una manera exacta en 604 hombres y 604 mujeres. El tamaño medio de las unidades familiares era de 5,2 miembros, con 233 unidades familiares registradas en el campamento. El 36% de la población era menor de 15 años, el 51% se encontraba entre los 15 y los 64, mientras que tan solo el 3,9% tenía una edad igual o superior a los 65 años. El PCBS también realizó proyecciones de población para el campamento de Qaddura entre los años 2007 y 2016, siendo la población estimada para este último año de 1.546 habitantes.

## Educación
Aproximadamente el 6,8% de la población del campamento era analfabeta a fecha de 2007, de la cual un 74,5% eran mujeres. En cuanto a la población alfabetizada, el 15,4% solamente podían leer o escribir, otro 24,2% habían recibido solamente una educación básica, un 25,8% poseía una educación intermedia, el 16,3% había completado la educación secundaria y un 11,6% tenía titulaciones de educación superior.
No hay ninguna guardería, escuela ni instituto en el campamento, con lo que los alumnos deben trasladarse bien a la escuela masculina del campamento de Amari, a unos 700 metros de distancia, bien a la escuela elemental Huwari Bumdein de Ramala, a 7 kilómetros del campamento.

## Sanidad
No hay ningún hospital ni clínica privada en el campamento, y solamente hay una farmacia privada. Por este motivo, los habitantes del campamento se desplazan hasta el hospital del campamento de Amari, gestionado por UNRWA.

## Economía
Aproximadamente la mitad de los trabajadores del campamento se dedican al sector servicios, mientras que un 30% son empleados del sector público o privado y el 20% restante se dedican al comercio. En cualquier caso, la tasa de desempleo alcanzaba el 65% de la mano de obra en edad laboral en 2010.

## Infraestructuras
La práctica totalidad del campamento está conectada a la red eléctrica y un 90% de los hogares tiene conexión telefónica. En cuanto a la red de agua corriente, la Autoridad de Aguas de Jerusalén provee al 100% de las casas del campamento. Sin embargo, la cantidad de agua provista es muy baja y la tasa media de consumo de agua es de 32 litros por persona y día, cuando la Organización Mundial de la Salud habla de un mínimo saludable de 100 litros por persona y día.